# São Luís do Paraitinga
São Luís do Paraitinga es una municipalidad brasileña del estado de São Paulo.

## Historia
Fue fundada en 1769, siendo elevada a sede de municipio en 1773. Se hizo ciudad en 1857 y declarada estancia turística a en 2002. En 1873, recibió el título de Imperial Ciudad, dato por D. Pedro II de Brasil.
En el comienzo del año 2010, la ciudad sufrió con una fuerte inundación del Río Paraitinga que la hizo perder ocho de sus edificios históricos, incluyendo la Iglesia Matriz del municipio, construida en el siglo XVII.